# Victor Parlicov
Victor Parlicov (sinh ngày 1 tháng 11 năm 1978) là chính khách người Moldova. Hiện tại, ông đang giữ chức vụ làm Bộ trưởng Năng lượng Moldova kể từ ngày 16 tháng 2 năm 2023.